# Selden-Patent

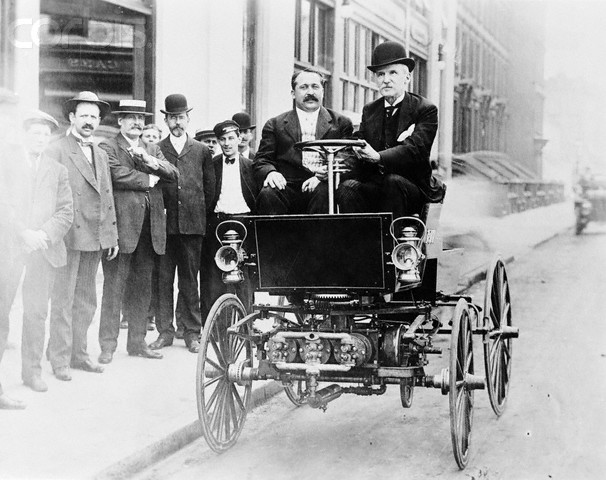
George B. Selden im Nachbau seiner Road Engine von 1877. Das Foto entstand 1906 in Zusammenhang mit dem Selden-Prozess

Das sogenannte Selden-Patent (US Patent Office Nr. 549.160) wurde 1879 von George Baldwin Selden eingereicht und am 5. November 1895 ausgestellt. Es betrifft ein Selden Road Engine oder auch Road Wagon genanntes Motorfahrzeug, welches der Patentanwalt und Erfinder George Baldwin Selden in den Jahren 1877 bis 1878 entworfen hat und beruht auf dessen Konstruktionsplänen, einer Beschreibung sowie Fotografien eines Modells. Erst im Zuge der Selden-Prozesse entstanden 1902 und 1907 je ein Exemplar der Road engine. Obwohl Selden einzelne Verbesserungen anbrachte, waren alle wichtigen Komponenten des Fahrzeugs zum Zeitpunkt der Patentanmeldung bekannt. Er sah den Wert seiner Erfindung denn auch in ihrer Anordnung als Automobil und das Patent Nr. 549.160 als universell anwendbar auf alle Fahrzeuge mit Verbrennungsmotor. Daraus leiteten er und die späteren Patentinhaber ihre Lizenzansprüche ab. Der darauf folgende Patentstreit hatte negative Auswirkungen auf die frühe US-Autoindustrie und wurde dank starker medialer Beachtung wie auch aggressiver und moderner Kommunikationsstrategien auf beiden Seiten in der Bevölkerung mit großem Interesse verfolgt.
Das Patent selber behielt während seiner ganzen Laufzeit seine Gültigkeit, wenn auch nach dem Urteil gegen Henry Ford in zweiter Instanz nur noch in so eingeschränkter Form, dass ihm keine wirtschaftliche Bedeutung mehr zukam.

## George Baldwin Selden

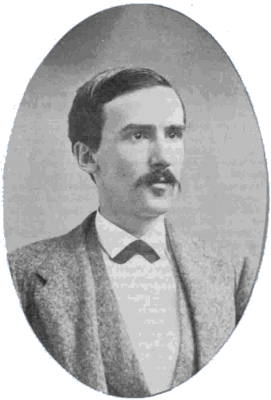
George Baldwin Selden um 1871.

George Baldwin Selden (1846–1922) war ein Sohn des prominenten Richters und Anwalts Henry Rogers Selden (1805–1885) und Laura Anne Baldwin und selber Patentanwalt. Bereits während seines Studiums hatte er technische Kurse belegt. 1878 eröffnete er eine Anwaltskanzlei in New York. In seiner freien Zeit tüftelte er an technischen Problemen und konstruierte eine Schreibmaschine sowie eine Maschine zur Herstellung von Fassreifen, die er an der Weltausstellung in Philadelphia (vom 10. Mai bis 10. November 1896) vorstellte. Hier lernte er auch den neuartigen Gasmotor von George Brayton kennen, der ihm kompakt genug erschien, um ein Motorfahrzeug anzutreiben.

### Selden Road Engine (1877)

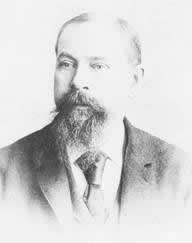
George B. Brayton (1830–1892)

Dies veranlasste ihn (nach eigenen Angaben) 1877, also 12 Jahre vor den Konstruktionen von Carl Benz und Gottlieb Daimler, ein Road Engine genanntes Straßenfahrzeug zu entwerfen. Ohne es fertiggestellt zu haben, meldete er es am 12. Mai 1879 zum Patent an. Einer der beiden unterzeichnenden Zeugen der Patentanmeldung war George Eastman, ein Büronachbar, den Selden zu dieser Zeit auch patentrechtlich beriet.
Seldens Arbeit zur Verbesserung des Brayton-Motors war ein wichtiger Beitrag zur Entwicklung des Verbrennungsmotors. Es gelang ihm, den Brayton-Motor leichter und einfacher zu gestalten. Seine Konstruktion war ein Dreizylinder mit einer Druckluftpumpe an jedem Ende eines Zylinders.
Im Dezember 1877 brachte er seine Pläne zu Frank Clements mechanischer Werkstätte in Rochester. Zumindest zunächst wurde nur einer der Zylinder in der Gussform tatsächlich ausgebohrt und funktionsfähig gemacht.
Im Mai 1878 lief der Motor, allerdings nicht zufriedenstellend. Bei einem Gewicht von 380 lbs (172,4 kg) leistete er 2 bhp (1,4 kW). Zumindest hatte Selden nun einen Verbrennungsmotor, der leicht genug für ein Straßenfahrzeug war.
Das Fahrzeug selber wurde erst viele Jahre später anhand der Patentzeichnungen und eines Modells nachgebaut. Zwei Fahrzeuge entstanden, beide in direktem Zusammenhang mit dem Prozess gegen Henry Ford und seine Gruppe. Den einen stellte Selden gemeinsam mit seinen Söhnen unter Verwendung des originalen Motors her, der andere entstand unter der Aufsicht des Pope-Chefingenieurs Hiram Percy Maxim bei der Electric Vehicle Company.

### Technik

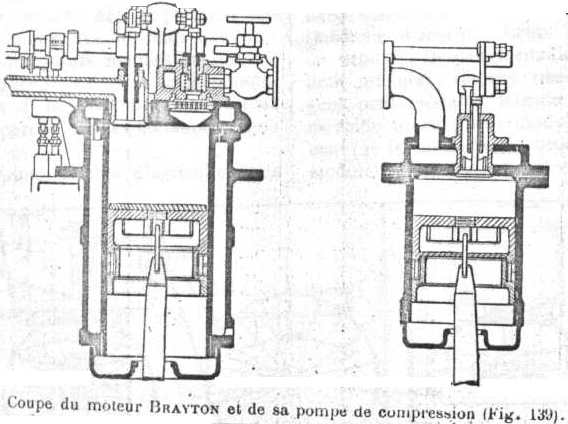
Brayton-Motor.

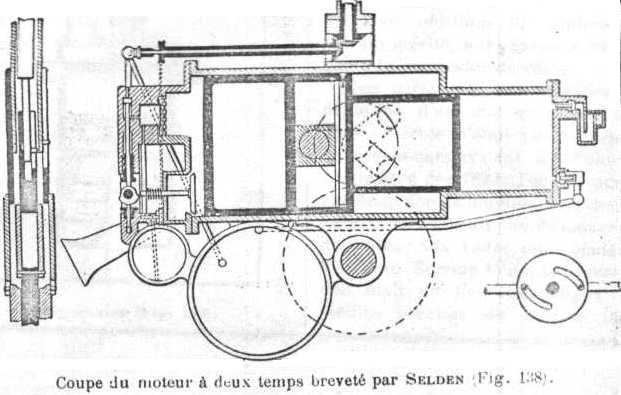
Der von Selden verbesserte Brayton-Motor der Selden Road Engine.

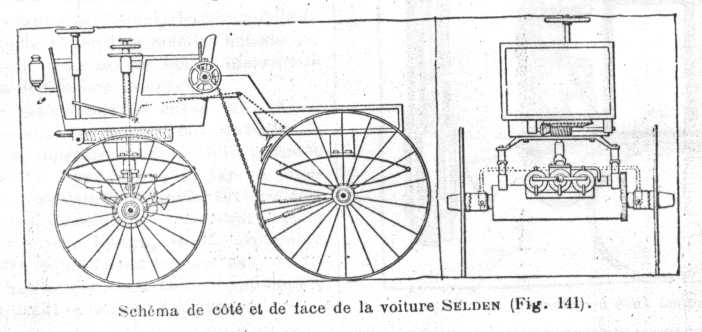
Patentzeichnung der Selden Road engine (1877)

Die Road engine hatte einen nach den Prinzipien von George Brayton (1830–1892) konstruierten Verbrennungsmotor. Dieser Zweitakter kommt ohne Zündkerze aus und ist ein Vorläufer des Dieselmotors. Das Triebwerk war über der Vorderachse angebracht und drehte mit der Lenkung mit. Experten neigen zur Auffassung, dass dieses Fahrzeug nicht nur sehr schwer lenkbar gewesen sein muss, sondern auch sonst nicht richtig funktionieren konnte.

## Beschreibung und Umfang des Patents
Selden war weitsichtig genug, seine Erfindung bereits am 8. Mai 1879 zum Patent anzumelden. Ebenfalls vorausschauend war, dass er dessen Inkrafttreten selber immer wieder verzögerte, indem er Änderungen und Eingaben nachreichte. Ziel war es, die volle Wirksamkeit des Patentschutzes erst dann zu erreichen, wenn sich eine entsprechende Industrie entwickelt eine Nachfrage nach Motorfahrzeugen gebildet hatte.
Der Patentantrag bezieht sich auf eine „sichere, einfache und billige Straßenlokomotive, leicht im Gewicht, einfach zu beherrschen und kraftvoll genug um jede gewöhnliche Steigung zu überwinden.“ Er umfasst eine technische Beschreibung der Selden Road Engine (gelegentlich auch Road Wagon genannt) auf etwas über zwei Seiten und drei Konstruktionspläne sowie Fotos eines eigens angefertigten Modells. Antrag und Pläne waren von Selden und zwei Zeugen unterzeichnet, W.M. Rebasz, Jr. (der Planzeichner in Seldens Auftrag) und der Fotopionier George Eastman, mit dem Selden bekannt war, weil sich ihre Büros im gleichen Gebäude befanden. Das Modell mit den Maßen 19,05 × 16,51 × 27,94 cm³ ist erhalten, galt aber lange als verschollen.
Während das Fahrzeug im Patentantrag detailliert beschrieben war – eine Voraussetzung für die Erteilung –, waren die sechs Einzelanträge sehr allgemein formuliert.
1. Das Fahrzeug als Kombination verschiedener (bereits bekannter) Komponenten zum Transport von Personen und Waren.
2. Das Fahrzeug als Kombination verschiedener (bereits bekannter) Komponenten mit flexibler oder fest verbundener Karosserie oberhalb des Fahrgestells
3. Das Fahrzeug als Kombination verschiedener (bereits bekannter) Komponenten mit flexibler und lösbarer Verbindung von Motor und Fahrzeug (Getriebe)
4. Das Fahrzeug als Kombination verschiedener (bereits bekannter) Komponenten mit einer Lenkvorrichtung
5. Das Fahrzeug als Kombination verschiedener (bereits bekannter) Komponenten mit einem mit flüssigem Hydrokarbon betriebenen Kompressionsmotor
6. Das Fahrzeug als Kombination verschiedener (bereits bekannter) Komponenten mit einer Kraftübertragung

Der Anspruch war also auf sechs Gruppen verteilt, von denen nach Ansicht der Kritiker selbst 1879 keine einzige für sich gesehen wirklich neu war. Das Patentamt erkannte jedoch deren Anwendung in diesem Zusammenhang als schutzwürdig an: Ein Wagen mit Rumpfmaschinerie und Lenkung, einem Hebelmechanismus, Motor und Getriebe. Alles zusammen ergab ein „Kombinationspatent“, das jedes mit Verbrennungsmotor betriebene Motorfahrzeug abdeckte, egal ob der Motor vorn (wie bei Selden), mittig oder hinten angebracht war, ob das Vehikel drei oder vier Räder hatte und wie diese angetrieben oder gelenkt wurden. Ausgenommen waren Elektro- und Dampffahrzeuge, obwohl diese nach dem gleichen Prinzip funktionieren, lediglich die Antriebsenergie wird auf andere Weise erzeugt.

## Geschichte der Patentschrift

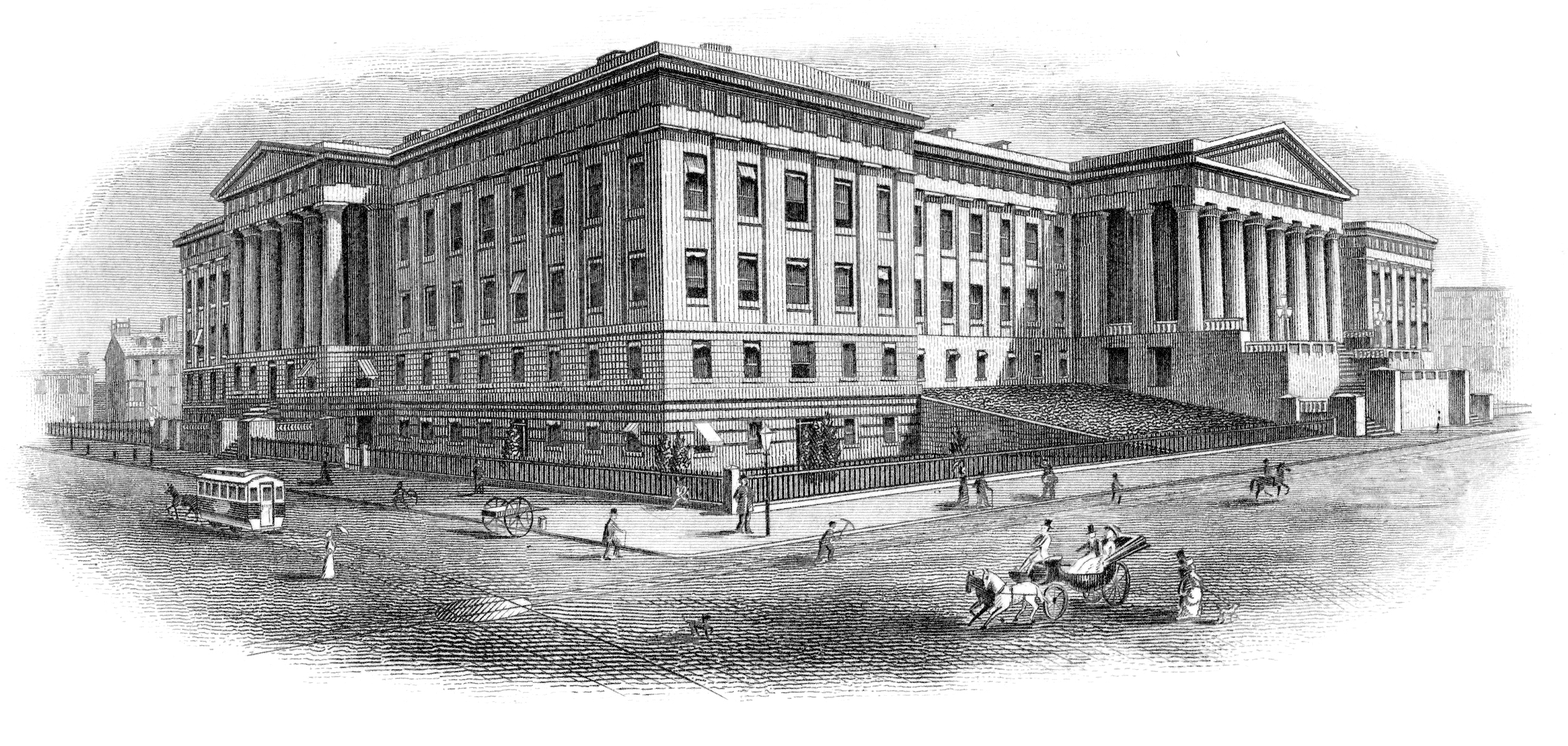
Das United States Patent Office in Washington, D.C. um 1880. Das Gebäude wird heute vom Smithsonian Institute genutzt.

Das Inkrafttreten seines Patents zögerte Selden selber immer wieder hinaus. Wie viele andere Juristen bediente auch er sich einer seit 1847 bestehenden gern genutzten Gesetzeslücke: Ganz legal nutzte er eine Zweijahresfrist aus, um auf Vorgänge der Behörde zu reagieren. Mehrfach fügte er Änderungen und Korrespondenzen bei, was die gleiche Verzögerung nach sich zog.
Zweck dieses Unterfangens war es, das Patent zu einem Zeitpunkt in Kraft treten zu lassen, der eine optimale Wirksamkeit versprach. Selden wollte das Patent also nicht als Wettbewerbsvorteil für eine eigene Motorfahrzeugherstellung nutzen, sondern Profite aus den Lizenzeinnahmen erzielen. Diese waren von Unternehmen aufzubringen, die ein Motorfahrzeug mit Verbrennungsmotor in den USA vermarkten wollten. Seldens einfache Rechnung war: Je höher der Umsatz mit Automobilen und je mehr Hersteller aktiv waren, desto höher fielen die zu erwartenden Lizenzgebühren aus. In den 1880er und frühen 1890er Jahren war die Zeit dazu ganz offenkundig noch nicht reif. Nur sehr wenige Motorfahrzeuge sind in dieser Periode gebaut worden; das erste Automobil, das in den USA offiziell verkauft wurde, ein Duryea, wechselte 1893 den Besitzer. Selden spekulierte daher richtig, dass ein enormer Markt im Entstehen war. Je besser er die Gültigkeitsdauer seines Patents mit dieser Marktentwicklung in Einklang brachte, umso mehr profitierte er. Trat das Patent zu früh in Kraft, verpuffte die Wirkung; meldete er es zu spät an, riskierte er, dass ein anderes Patent den Vorzug erhielt.

### Chronologie der Verschleppung
| 8. Mai 1879      | Anmeldung zum Patent                  |
| 26. Mai 1879     | Rückzug der Anmeldung                 |
| 26. Mai 1881     | Änderung                              |
| 17. Juni 1881    | Rückzug der Anmeldung                 |
| 15. Mai 1883     | Änderung                              |
| 26. Mai 1883     | Rückzug der Anmeldung                 |
| 18. Mai 1885     | Änderung                              |
| 15. Juni 1885    | Korrespondenz                         |
| 15. Juni 1887    | Änderung                              |
| 21. Juni 1887    | Rückzug der Anmeldung                 |
| 10. Juni 1889    | Änderung                              |
| 14. Juni 1889    | Schreiben                             |
| 5. Juni 1891     | Neue Spezifikationen                  |
| 1. Juli 1891     | Schreiben                             |
| 28. Juni 1893    | Neuer Eid                             |
| 29. Juli 1893    | Rückzug der Anmeldung                 |
| 1. April 1895    | Änderung                              |
| 29. April 1895   | Schreiben                             |
| 28. Mai 1895     | Benachrichtigung über die Anerkennung |
| 12. Oktober 1895 | Abschlussgebühr bezahlt               |
| 5. November 1895 | Patent ausgestellt                    |

Wie gezielt Selden das damalige Recht ausnützte, zeigt die nebenstehende Zusammenstellung.
Selden ließ zwischen der Anmeldung des Patents und dessen Anerkennung durch das Patentamt 16 Jahre verstreichen; ein weiteres halbes Jahr wartete er nach dieser Benachrichtigung mit dem Bezahlen der Abschlussgebühr. Aus der obigen Zusammenstellung ergibt sich, dass das Amt jeweils höchstens 31 Tage brauchte, um auf Seldens Eingaben zu reagieren. Anders ausgedrückt: In den 16½ Jahren, die das Verfahren dauerte, lagen die Akten 15 Jahre und 11 Monate bei Selden.
Möglich war dies, weil das Gesetz dem Gesuchsteller die erwähnte Beantwortungsfrist von jeweils zwei Jahren einräumte. Das Selden-Patent war nicht der einzige derartige Fall von legaler Zeitschinderei, er war aber einer der gravierendsten. Das Patentamt war sich des Missstandes durchaus bewusst. Ende 1894 wurde der Commissioner of Patents aktiv, nachdem eine Untersuchung ergeben hatte, dass von 50.507 hängigen Gesuchen etwa 12.000 seit zwei bis fünf Jahren nicht abschließend behandelt werden konnten. Unter diesen waren wiederum fünf seit über 15 Jahren offen, und das Selden-Patent war eines davon.
Am 15. April 1895 traten verschärfte Ausführungsbestimmungen in Kraft. Die gesetzliche Zweijahresfrist für Bearbeitungen an hängigen Gesuchen konnte das Amt nicht übergehen, aber es konnte nun eine Begründung für Verzögerungen verlangen und das Gesuch ablehnen, wenn diese ausblieb oder unbefriedigend ausfiel.
Die Drohung mit einer allfälligen Einstellung des Prüfverfahrens war wirksam. Bis Ende 1895 waren 6859 alte Anträge abgearbeitet, darunter wiederum jener von Selden. Bereits am 28. Mai 1895 konnte ihm das Patentamt die Anerkennung des Patents übermitteln. Nach Bezahlung der Gebühren – erst Mitte Oktober 1895 – wurde das Patent mit der Nummer 549,160 am 5. November 1895 endlich ausgestellt.

### Patent 549,160

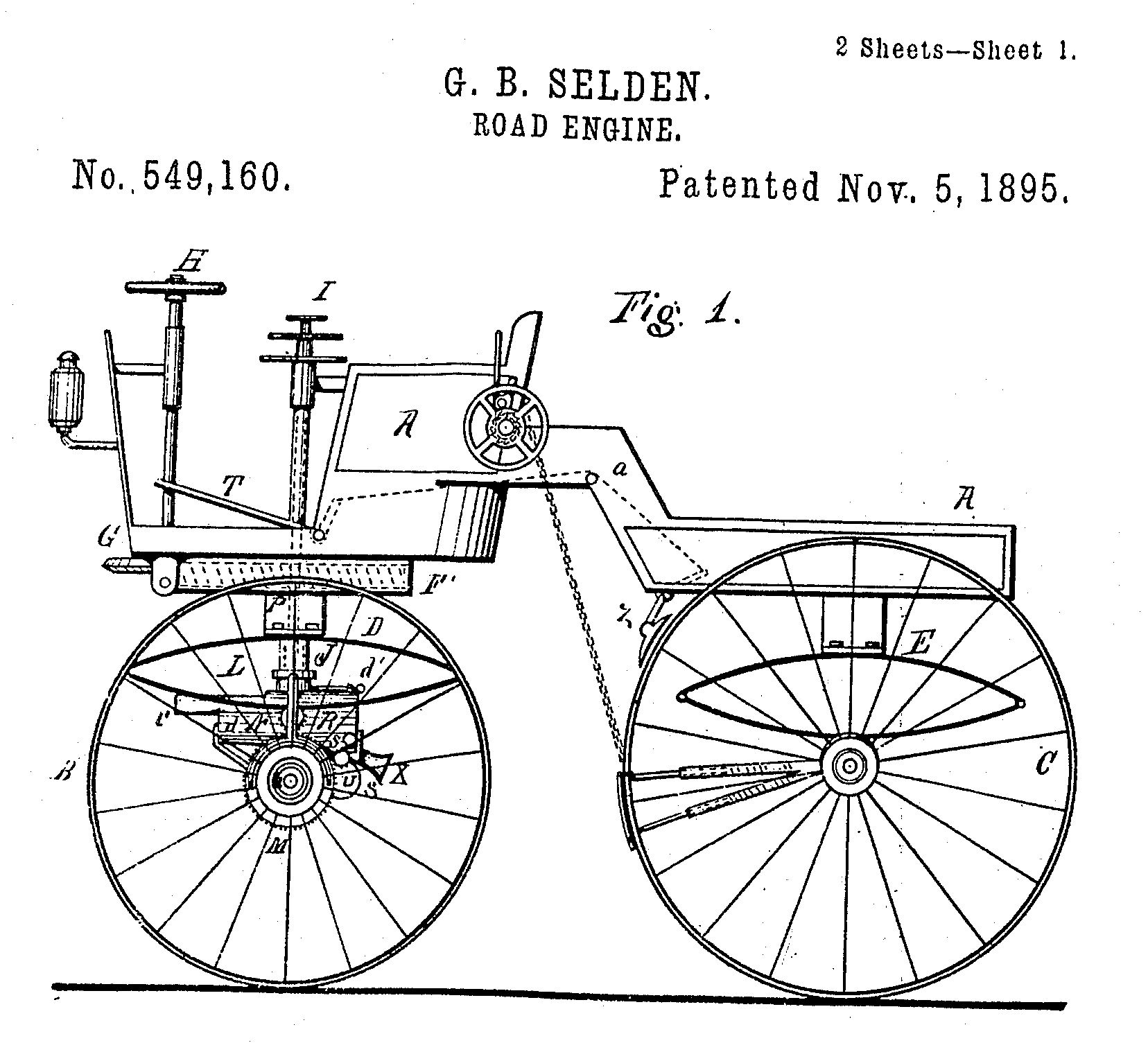
Die Selden Road engine auf einer Zeichnung zum Patent 549,160 (1895).

Es scheint, dass Selden in der Zeit, in der das Verfahren hängig war, durchaus bemüht war, Investoren für die Herstellung der Road Engine zu interessieren. Dass er keine fand, könnte zunächst ein zusätzlicher Grund für seine hinhaltende Patentbearbeitung gewesen sein. Zu Beginn der 1890er Jahre änderten sich aber die Voraussetzungen. Nun waren weitere Erfinder und Konstrukteure in Erscheinung getreten mit Ideen, die das Automobil deutlich verbesserten, so Charles B. King (1868–1957), die Brüder Charles E. (1861–1938) und J. Frank Duryea (1869–1967), Elwood Haynes (1857–1925), Henry Ford (1863–1947) oder Alexander Winton (1860–1932). In Europa war die Entwicklung dank besserer Rahmenbedingungen ohnehin deutlich weiter fortgeschritten.
Zu der Zeit, als Selden sein Patentgesuch einreichte, schien der Brayton-Motor die Lösung des Antriebsproblems zu versprechen. Nachdem zwischenzeitlich erwartet worden war, dass sich der Elektroantrieb durchsetzen würde, wenn es nur gelänge, eine entsprechend leistungsfähige Batterie zu entwickeln (eine heute wieder moderne Ansicht), sah das 1895 anders aus: Nun konkurrierten Verbrennungsmotor, Dampfmaschine und Elektroantrieb miteinander, ohne dass es einen eindeutigen Favoriten gab. Jedes System hatte seine Vor- und Nachteile. Unter den Verbrennungsmotoren hatte sich allerdings der Ottomotor bereits durchgesetzt und der Brayton-Motor spielte keine wirtschaftliche Rolle.
Dennoch betrachtete es der Commissioner of Patents, John S. Seymour, im Jahresbericht des Patentamts von 1895 als „Pionier-Erfindung in der Anwendung von Druck-Gasmotoren auf der Straße oder in pferdelosen Fahrzeugen“. Das sahen jene, die tatsächlich Motorfahrzeuge bauten, ganz anders. Die Publikation des Patents im Fachblatt Horseless Age erregte wenig Aufmerksamkeit; das Blatt zog den richtigen Schluss, dass es kein Basispatent für ein Motorfahrzeug geben könne, das auf einem kohlenwasserstoffbetriebenen Motor basiere.
Die Erteilung selber warf keine hohen Wellen und die potentiellen Lizenznehmer standen auch nicht Schlange. Einer der wenigen an einer Lizenz Interessierten war Alexander Winton. Er zahlte US$ 25,- für die Option, 90 Tage lang Autos nach dem Selden-Patent zu bauen, hat sie aber nie wahrgenommen. Seldens Kalkül jedoch ging auf: Bereits 1899 wurde die Anzahl der in den USA hergestellten Motorfahrzeuge auf 2500 geschätzt und viele davon waren potentielle Lizenznehmer.

## Die Selden Road Engine

### Galerie: US-Automobile der 1890er Jahre

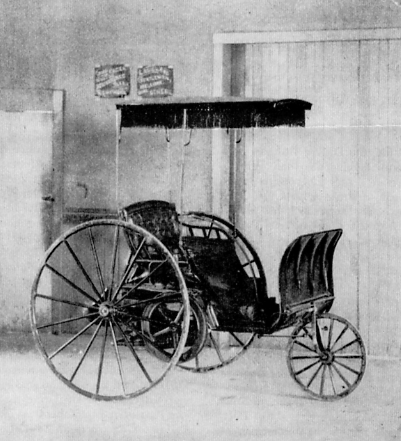
Buckeye Gasoline Buggy von John William Lambert (1891).
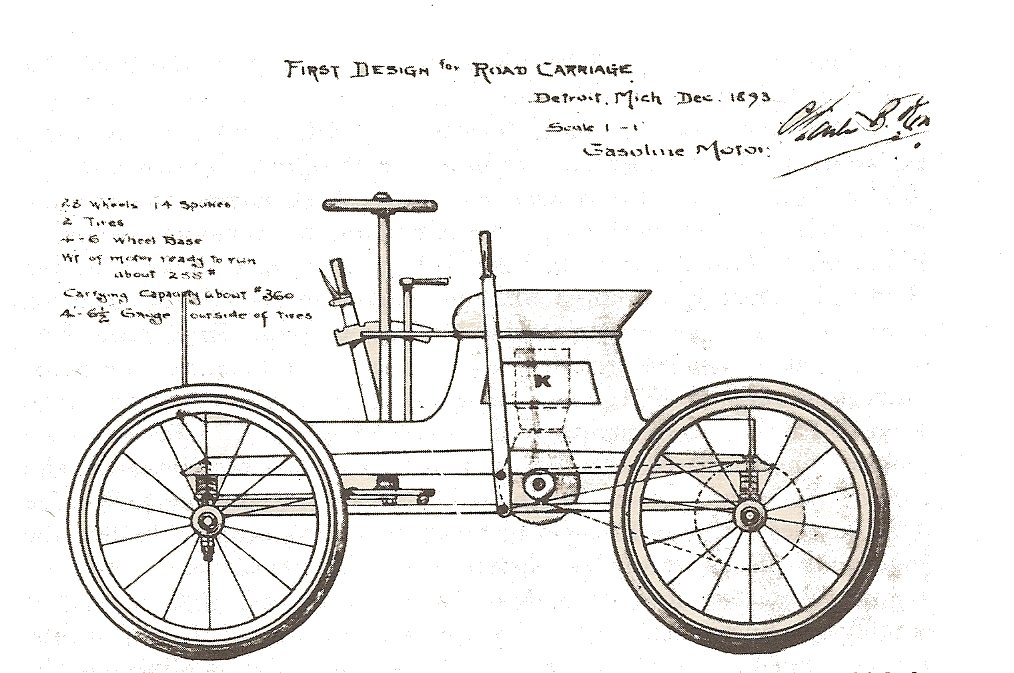
Patentzeichnung von Charles Brady Kings Road carriage (1893).
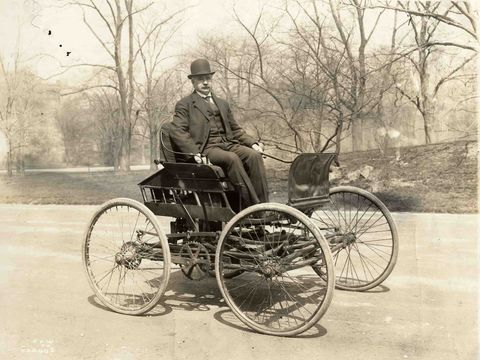
Elwood Haynes Pioneer (1894, Aufnahme von ca. 1910).
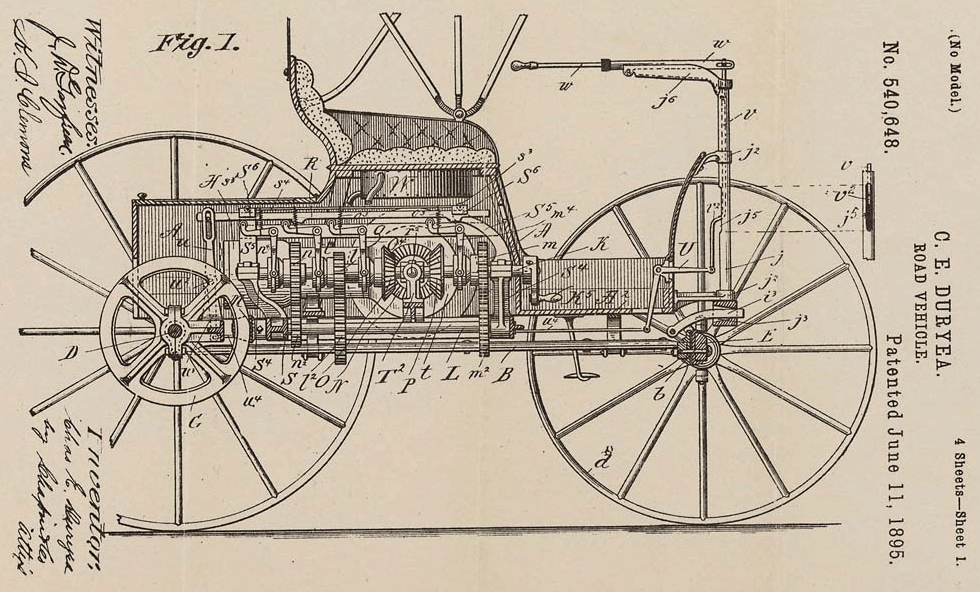
Patentzeichnung von Charles E. Duryeas Road Vehicle (1895).
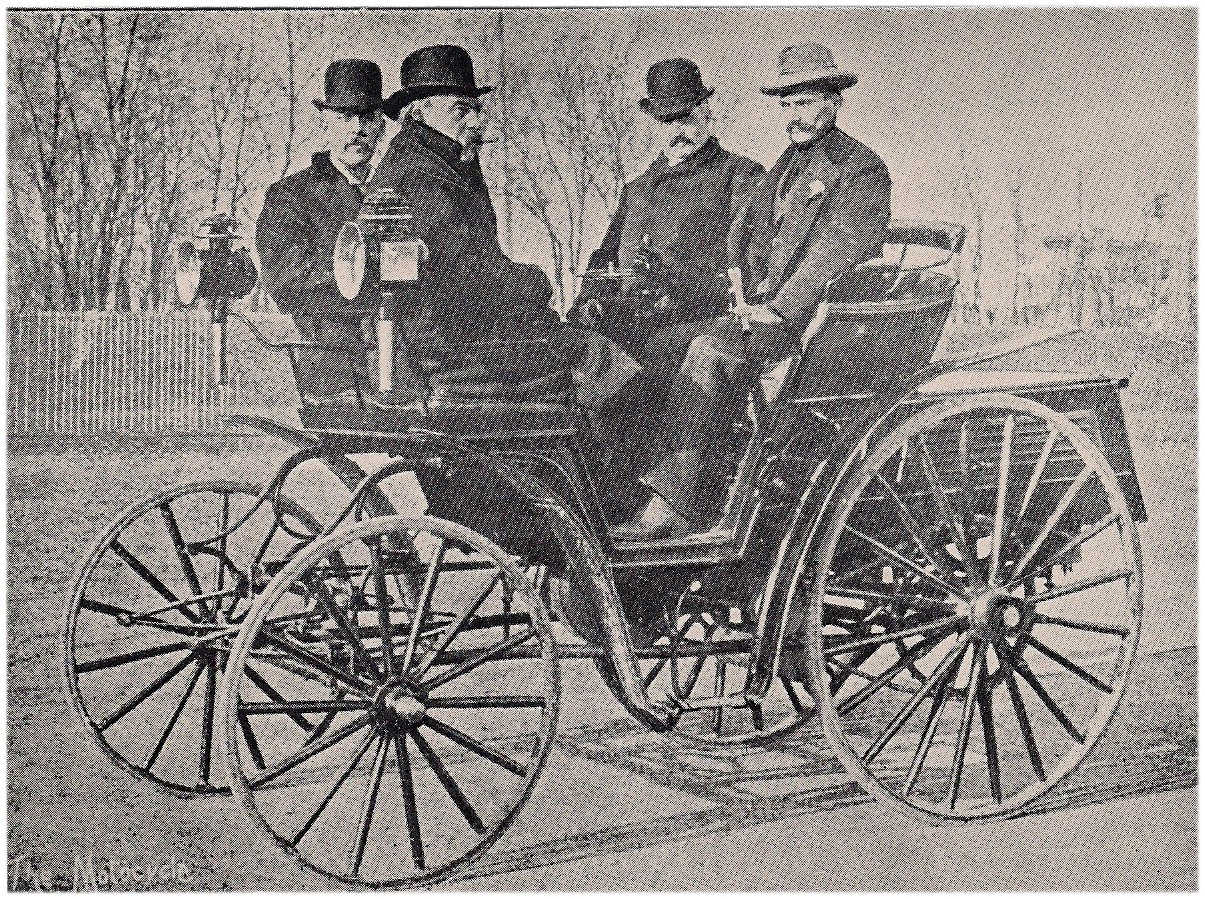
Mueller-Benz (1895) mit Oscar Mueller und Notablen vor dem Chicago Times-Herald contest am 28. November 1895, an dem Mueller Zweiter wurde.
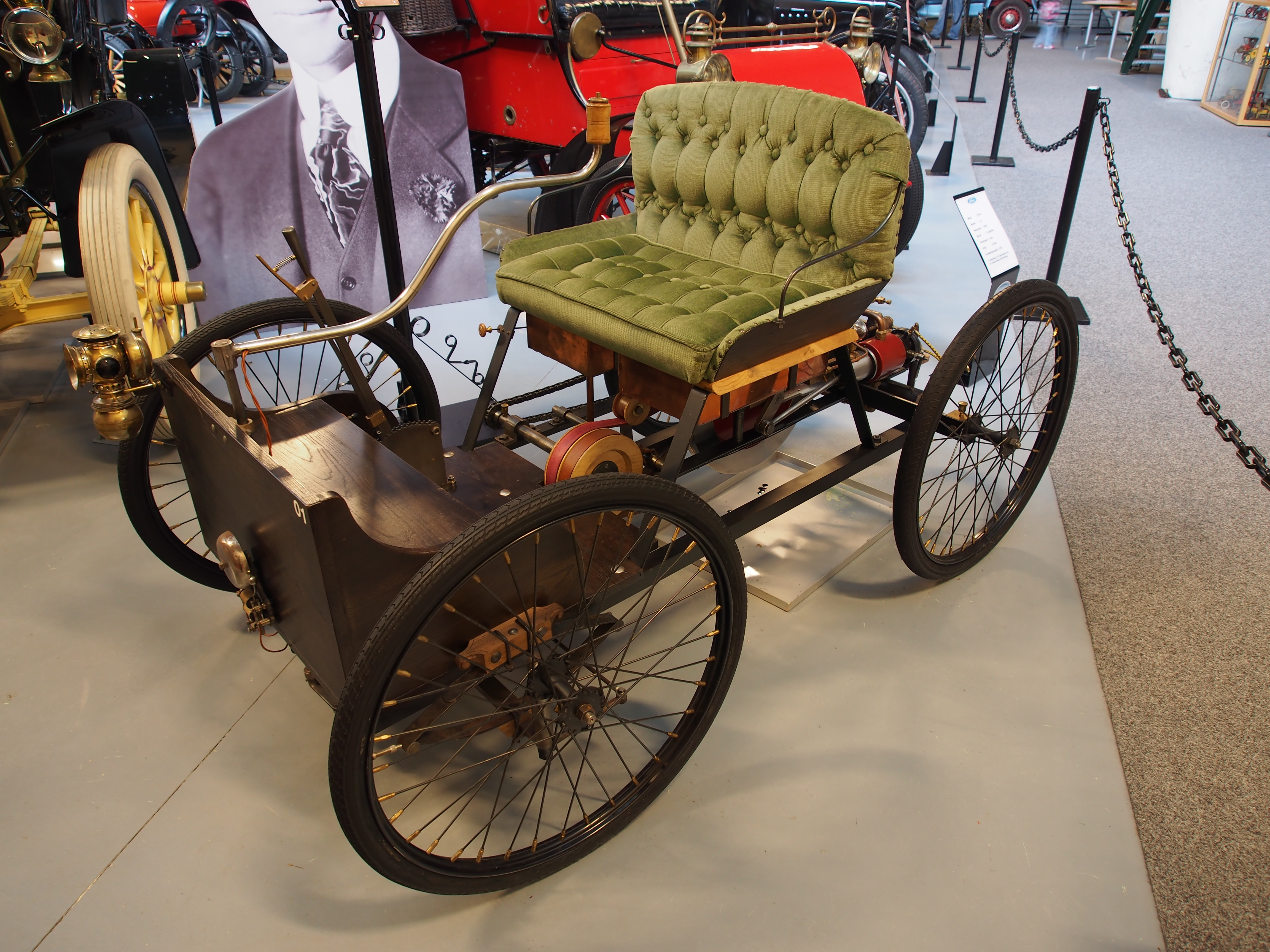
Nachbau von Henry Fords Quadricycle (1896).
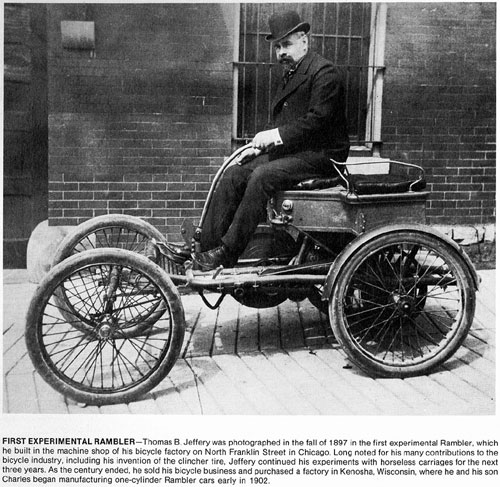
Thomas B. Jeffery auf seinem Rambler-Prototyp (1897). Das Lenkrad schaffte es nicht in die Serie.
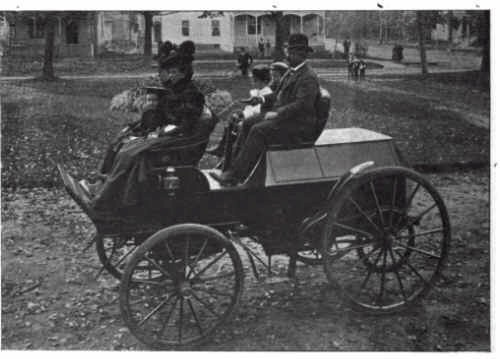
Sintz Gasolene Motor Carriage (1897). Claude Sintz war einer der ersten Motorenbauer in den USA.
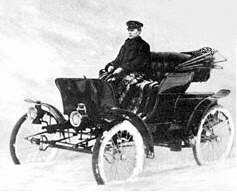
Winton Stanhope (1899).
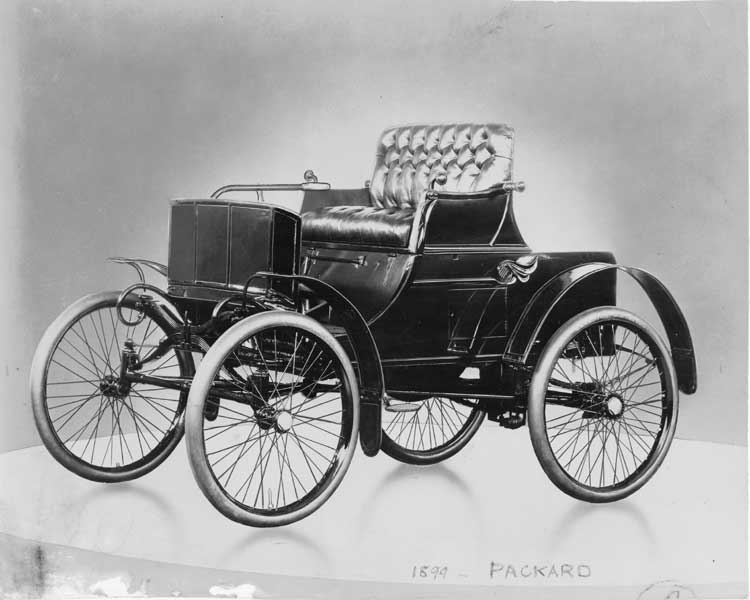
Packard Modell A Roadster (1899).

## Die Folgen des Patents

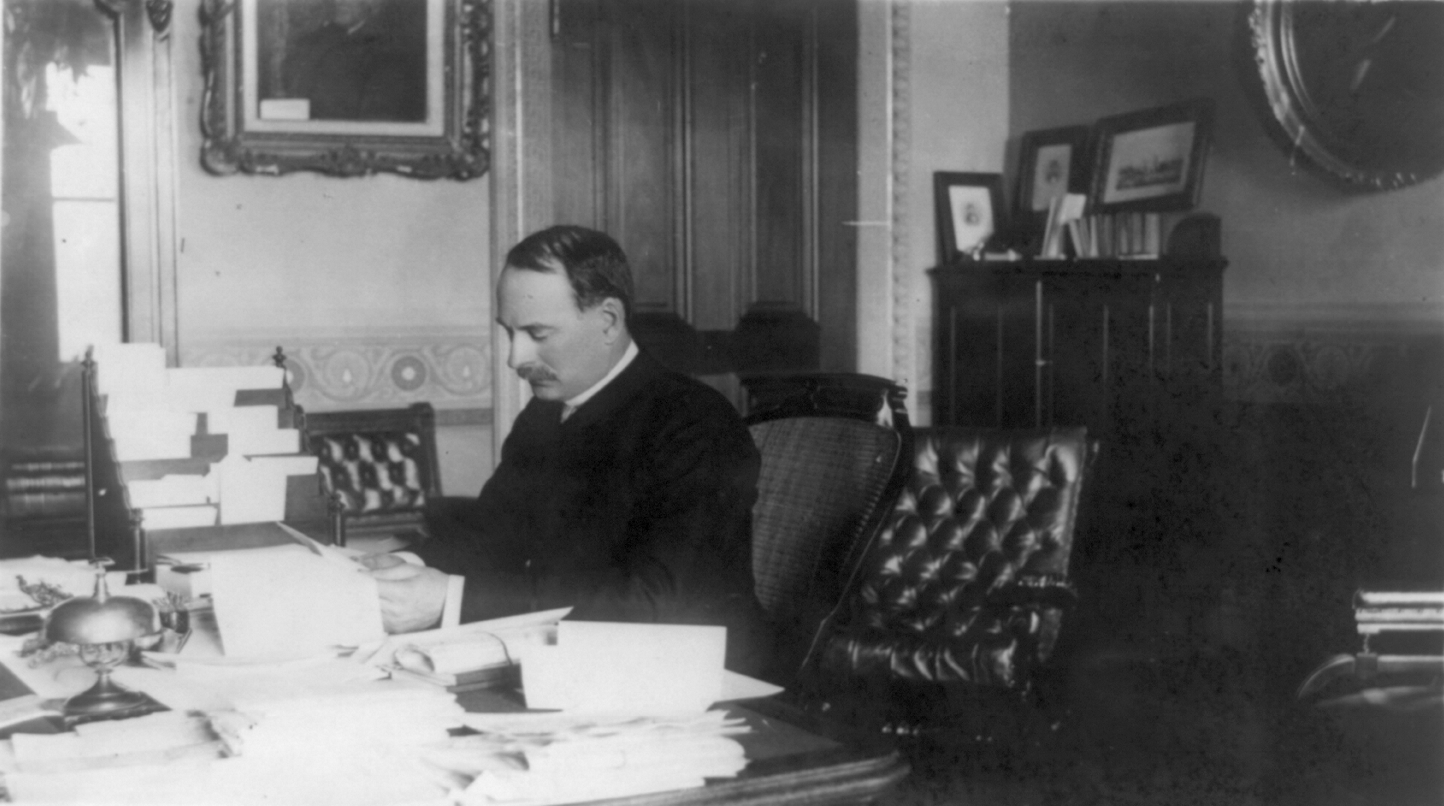
William C. Whitney (1841–1904)

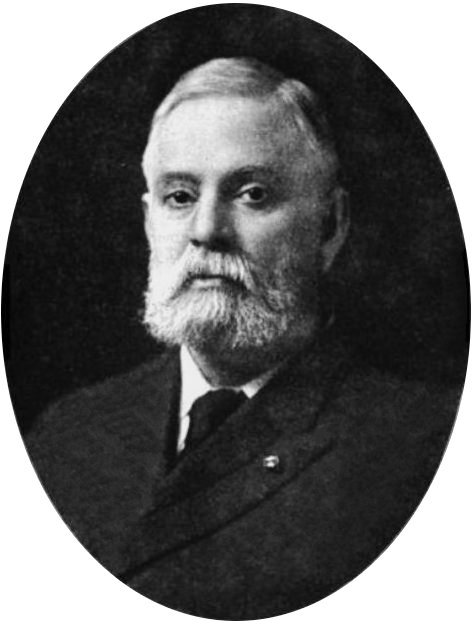
Colonel Albert Augustus Pope (1843–1909)

Die Käuferin des Patents war ein Unternehmen mit stark angeschlagenem Ruf. Hinter der Electric Vehicle Company (E.V.C.) in Hartford (Connecticut) stand ein mächtiges Kartell um William Collins Whitney (1841–1904), einen Wall-Street-Magnaten und vormaligen Marineminister (1885–1889), den Wall-Street-Investor Anthony F. Brady und den Industriellen Albert Augustus Pope (1843–1909). Letzterer hatte mit seiner Pope Manufacturing Company ein Fahrradimperium begründet und war nun dabei, den ersten Automobilkonzern in den USA aufzubauen. Insbesondere Whitney und Brady galten als Monopolisten, die zuvor schon in den öffentlichen Personennahverkehr investiert hatten mit dem Ziel einer Monopolisierung durch Verdrängung oder Übernahme von lokalen Straßenbahnunternehmen. Mit der E.V.C. waren ähnliche Manöver auf dem Taximarkt versucht worden. Sie scheiterten, weil sich das Elektrotaxi nicht durchsetzen konnte. Vom Erwerb des Patents erhoffte man sich zunächst eine Einnahmequelle für das stark verschuldete Unternehmen und merkte erst später, welches Machtinstrument man damit in der Hand hielt. Entsprechend gab es von Anfang an ablehnende Stimmen und erbitterten Widerstand gegen das Patent und dessen Verwertung. Zu den schärfsten Kritikern gehörte die Fachpresse, allen voran die einflussreiche The Horseless Age. Die Hersteller einschlägiger Fahrzeuge nahmen die Entwicklung durchaus als Bedrohung wahr. Die Automobilindustrie war erst im Aufbau begriffen und es war offen, welches die dominierende Antriebsart sein würde. Noch 1904 wurden Fahrzeuge mit Benzin-, Dampf- und elektrischem Antrieb gleichermaßen beworben und vermarktet. Wenn sich der Verbrennungsmotor durchsetzen würde, winkten den Inhabern des Patents nicht nur riesige Gewinne, sondern auch die Möglichkeit, den Markt in ihrem Sinne zu beeinflussen und Mitbewerber daraus zu verdrängen.
Ab 1900 begann die E.V.C., Hersteller von Motorfahrzeugen zu verklagen. Es gelang ihr, wichtige Fahrzeughersteller auf ihre Seite zu ziehen, indem sie die Patentverwertung auf den dazu gegründeten Fachverband Association of Licensed Automobile Manufacturers (A.L.A.M.) übertrug. Darin hatten die Lizenznehmer ein Mitspracherecht. Die A.L.A.M. wurde zu einer mächtigen und gefürchteten Lobbyorganisation der Motorfahrzeugindustrie. Sie führte mehrere Prozesse, die als Selden-Patentstreit in die Automobilgeschichte eingingen. Den wichtigsten und längsten führte die A.L.A.M. gegen Henry Ford und die Ford Motor Company, die 1903 verklagt wurden.
Auf dem Höhepunkt ihrer Macht vertrat die A. L. A. M. 87 % der einschlägigen Hersteller. Unter den Lizenznehmern waren 1910 Buick, Cadillac, Franklin, Hudson, Hupmobile, Mack, Oldsmobile, Packard und Studebaker.
Anders als oft kolportiert, behielt das US-Patent Nr. 549.160, ausgestellt am 5. November 1895, stets seine Gültigkeit, ein Urteil gegen Henry Ford im Januar 1907 bestätigte es vollumfänglich. Danach brach der Widerstand gegen die A.L.A.M. weitgehend zusammen und Ford stand praktisch alleine da. Trotzdem ging er in Berufung. Mit seiner Argumentation, nicht die Legitimität des Patents anzuzweifeln, sondern dessen Anwendbarkeit auf alle Fahrzeuge mit Verbrennungsmotor, drang er durch. Das Gericht beschränkte seine Gültigkeit auf Fahrzeuge mit Brayton-Motor. Weil auf dem Markt mit gutem Grund kein einziges Motorfahrzeug mit einem solchen Antrieb angeboten wurde, war das Patent faktisch wertlos. Damit entfiel ein Hindernis für die Motorfahrzeugindustrie. Zudem führte der Prozess zu einer ersten Vereinbarung über die gegenseitige Verwendung von Patenten (“Cross-Licensing”).

## Kritik
Der Historiker William Greenleaf schrieb bereits 1955 in seinem Buch über das Selden-Patent:
«There is no doubt that in 1895 the Selden automobile was obsolete. The patent disclosed nothing that pushed forward the frontiers of technology. In its details, the Selden structure was inferior to the horseless carriages made by automotive pioneers after 1885. But, as the creation of a patent lawyer, the Selden car was an almost impeccable legal invention.[…]»
Übersetzt: «Es gibt keinen Zweifel daran, dass das Selden-Automobil 1895 überholt war. Das Patent legte nichts offen, was die Grenzen der Technologie verschoben hätte. In ihren Details war die Selden-Struktur den pferdelosen Fahrzeugen unterlegen, welche von Automobilpionieren nach 1885 gebaut worden waren. Als das Werk eines Patentanwalts war es aber eine fast makellose legale Erfindung.»